# Geigeria mendoncae
Geigeria mendoncae là một loài thực vật có hoa trong họ Cúc. Loài này được Merxm. mô tả khoa học đầu tiên năm 1953.